# セレモニアル・オース
セレモニアル・オース (Ceremonial Oath)は、スウェーデンのデスメタル/メロディックデスメタルバンド。 メロディックデスメタル黎明期に活動したバンドで、アルバム2枚を残して解散したが、メンバーには、後にイン・フレイムスやハンマーフォール、ティアマット等、有名なバンドで活動する面々が多い。解散から16年後の2012年に再結成した。
発表したアルバムは長い間廃盤となっていた。特に1stアルバム『The Book of Truth』のオリジナル盤は、ネットオークションでは高値で取引されている。これらのアルバムは、2012年の再結成後、センチュリー・メディア・レコードから、『The Book of Truth』を含む全音源をリマスター・リミックスして2013年に再リリース予定。
また、セレモニアル・オース (Ceremonial Oath)というバンド名は、1990年に変更されて名づけられたもので、結成年の1988年から1990年までは、デセクレイター (Desecrator)というバンド名であった。

## 略歴
1988年に、デセクレイター (Desecrator)というバンド名で結成。結成時のメンバーは、オスカル・ドロニャック (Vo、G)、アンデシュ・イワース (G)、マルクス・フレドリックソン (B)、ウルフ・アッサション (Ds)の4名。1989年に、1stデモ『Wake the Dead』をリリース。リリース後、ドラマーがマルクス・ノルドベリ (Ds)に交代している。
1990年には、2ndデモ『Black Sermons』をリリース。このデモの時点で、ベーシストのマルクス・フレドリックソンは脱退していたようで、デモのラインナップには3名のみの記載となっており、ベースはペーテル (Peter)という人物が演奏している。また、ドラマーにはマルクス・ノルドベリがクレジットされているが、同デモでは、ウッフェ(Uffe)という人物がドラムを演奏している。その後、バンド名を、セレモニアル・オース (Ceremonial Oath)に変更する。
バンド名変更後、空席だったベーシストにイェスパー・ストロムブラード (B)が加入。1991年に、デモ『Promo '91』をリリース。1992年には、コープス・グラインダー・レコードなるレーベルから1st EP『Lost Name of God』をリリースする。1993年に、モダン・プリミティヴ・レコードから1stアルバム『The Book of Truth』をリリースする。同年には、イェスパー・ストロムブラードとオスカル・ドロニャックが脱退し、ハンマーフォールを結成している。
2名の脱退を受け、アンデシュ・フリデーン (Vo)、ミカエル・アンデション (G)、トマス・ヨハンソン (B)が加入。1995年に、2ndアルバム『Carpet』をリリースする。同アルバムには、アット・ザ・ゲイツのトーマス・リンドベリも参加した。その後、1996年に解散した。
解散から16年が経過した2012年夏に再結成。再結成時のメンバーは、解散時のメンバーではなく、1stアルバム『The Book of Truth』時のメンバーである、オスカル・ドロニャック (Vo, G)、アンデシュ・イワース (G)、イェスパー・ストロムブラード (B)、マルクス・ノルドベリ (Ds)の4名。同年9月9日に、今までのアルバムの再リリースについて、センチュリー・メディア・レコードと契約した。
2013年1月5日-6日にイェーテボリで開催されるThe Gothenburg Sound Festivalに出演予定。
2013年2月に『The Book of Truth』再発盤をリリース。この再発盤アルバムは、1stアルバム『The Book of Truth』に、EP『Lost Name of God』、更に前身のデセクレイターのデモ『Wake the Dead』、『Black Sermons』の楽曲を全曲収録するものとなる。日本では、アヴァロン・レーベルからリリースされた。

## メンバー

### 現メンバー
- オスカル・ドロニャック (Oscar Dronjak) - ボーカル、ギター (1988 - 1993、2012 - )

セレモニアル・オース脱退後、クリスタル・エイジでも活動していた。また、イェスパー・ストロムブラードと共にハンマーフォールを結成し活動中。
- アンデシュ・イワース (Anders Iwers) - ギター (1988 - 1996、2012 - )

デセクレイター時代から全期間在籍する唯一のメンバー。
セレモニアル・オースにイェスパー・ストロムブラードが加入した頃(1990年)に、イン・フレイムスに加入し1992年に脱退。セレモニアル・オース解散後、Mercury Tideやセメタリーでも活動していた。ティアマットやダーク・トランキュリティではベーシストとして活動している。イン・フレイムスの元ベーシスト、ペーテル・イワースは実弟である｡
- イェスパー・ストロムブラード (Jesper Strömblad) - ベース (1990 - 1993、2012 - )

セレモニアル・オース加入前に、イン・フレイムスを結成しており、2010年まで活動していた。また、セレモニアル・オース脱退後、オスカー・ドロニャックと共にハンマーフォールを結成(1997年に脱退)。また、シナジーやオール・エンズでも活動していた。また、ディメンション・ゼロ、ザ・レジスタンスでも活動。
- マルクス・ノルドベリ (Markus Nordberg) - ドラムス (1989 - 1996、2012 - )

セメタリーでも活動していた。

### 旧メンバー
- アンデシュ・フリデーン (Anders Fridén) - ボーカル (1993 - 1996)

ダーク・トランキュリティ脱退後加入。セレモニアル・オース解散後、イン・フレイムスに加入し活動中。また、パッセンジャーというサイドプロジェクトでも活動中。
- ミカエル・アンデション (Mikael Andersson) - ギター (1993 - 1996)
- マルクス・フレドリックソン (Marcus Fredriksson) - ベース (1988 - 1990)

デセクレイター時代のみの在籍。
- トマス・ヨハンソン (Thomas Johansson) - ベース (1993 - 1996)

アンムーアドやトーチベアラーで活動する、トーマス・プレック・ヨハンソン(Tomas "Plec" Johansson)とは別人である。名前の綴りも異なっている。
- ウルフ・アッサション (Ulf Assarsson) - ドラムス (1988 - 1989)

デセクレイター時代のみの在籍。

## ディスコグラフィ

### アルバム
- 1993年 The Book of Truth
- 1995年 Carpet
- 2013年 ブック・オヴ・トゥルース The Book of Truth (1stアルバムにEP、Desecratorのデモ2本を加えたコンピレーション)

### デモ・EP
- 1991年 Promo '91 (Demo)
- 1992年 Lost Name of God (EP)

### Desecrator名義
- 1989年 Wake the Dead
- 1990年 Black Sermons